# Prasinocyma poeessa
Prasinocyma poeessa är en fjärilsart som beskrevs av Louis Beethoven Prout 1933. Prasinocyma poeessa ingår i släktet Prasinocyma och familjen mätare. Inga underarter finns listade i Catalogue of Life.